# پرسنل کیمپمبه
پرسنل کیمپمبه (فرانسوی: Presnel Kimpembe‎؛ زادهٔ ۱۳ اوت ۱۹۹۵) یک بازیکن فوتبال اهل فرانسه است که در پست مدافع برای پاری سن ژرمن در لوشامپیونه بازی می‌کند. اسم این بازیکن پرسنل کیمپمبه میباشد که بسیاری به اشتباه او را کیمبپه مینامند.
او همچنین عضو تیم ملی فرانسه است و با فرانسه قهرمان جام جهانی شده است.

## سال‌‌های اولیه
کیمپمبه در بومونت-سور-اواز فرانسه از پدری کنگویی و مادری آفریقایی-هائیتی به دنیا آمد.  او به نام پدربزرگ مادری خود نامگذاری شد. 

## حرفه باشگاهی
کیمپمبه اولین بازی حرفه ای خود را برای پاری سن ژرمن در ۱۷ اکتبر ۲۰۱۴ در برابر لنز انجام داد و پس از ۷۶ دقیقه در برد ۳-۱ خارج از خانه جایگزین تیاگو موتا شد.  او اولین بازی خود در لیگ قهرمانان اروپا را در ۱۴ فوریه ۲۰۱۷ انجام داد و در پیروزی ۴-۰ مقابل بارسلونا دروازه تیم را بسته نگه داشت.
در ۱۲ فوریه ۲۰۱۹، کیمپمبه اولین گل خود را برای پاری سن ژرمن مقابل منچستریونایتد در یک بازی خارج از خانه در اولدترافورد به ثمر رساند، و در دقیقه ۵۳ با تبدیل به گل کردن کرنری که آنخل دیماریا سانتر کرد توانست گل بزند . با این حال در بازی برگشت در پارک دو پرنس در پاریس او پرید تا ضربه دیوگو دالوت را دفع کند که پس از مشورت داور با VAR به عنوان پنالتی برای هندبال داده شد . پی اس جی در ادامه بازی را با نتیجه ۳-۱ واگذار کرد و متعاقباً به دلیل قانون گل های خارج از خانه حذف شد . 
در ۱۱ژوئیه ۲۰۲۲، کیمپمبه قرارداد خود را با PSG تمدید کرد، قراردادی که تا سال ۲۰۲۲ ادامه داشت . در ۳ ژانویه ۲۰۲۲ او دومین گل خود را برای این باشگاه در پیروزی ۴-۰ کوپه دو فرانس مقابل وان به ثمر رساند . او همچنین یک پاس گل برای کیلیان امباپه داد . کیمپمبه اولین گل خود در لیگ ۱ را در پیروزی ۵-۱ خارج از خانه مقابل لیل در ۶ فوریه ۲۰۲۲ به ثمر رساند . 
در ۲۶ فوریه ۲۰۲۳، کیمپمبه پس از پارگی تاندون آشیل خود در پیروزی ۳-۰ مقابل مارسی، رقیب لو کلاسیک، از زمین خارج شد . این آسیب به جراحی نیاز داشت و تنها دو هفته پس از بازگشت او از مصدومیت، همسترینگ که او را به مدت سه ماه از میادین دور کرده بود رخ داد.  در ۲۰ دسامبر ۲۰۲۳، کیمپمبه قرارداد خود را با PSG تا سال ۲۰۲۶ تمدید کرد.  در ژانویه ۲۰۲۴، او تحت عمل جراحی تاندون آشیل قرار گرفت،  که او را برای کل فصل ۲۰۲۳-۲۰۲۴ دور از زمین نگه داشت.
در ۴ فوریه ۲۰۲۵، کیمپمبه تقریباً دو سال پس از مصدومیتش، بازگشت خود را به بازی برای PSG در برد ۲-۰ مقابل لمانز در کوپه دو فرانس بازگرداند. 

## حرفه بین المللی
کیمپمبه اولین دعوت خود را به تیم ملی فرانسه بعد از انصراف الیاکیم مانگالا به دلیل مصدومیت برای بازی های مقدماتی جام جهانی ۲۰۱۸ فیفا مقابل بلغارستان و هلند در اکتبر ۲۰۱۶ دریافت کرد.  در ژانویه ۲۰۱۸، ویلیام گالاس ، بازیکن سابق آرسنال و چلسی گفت که کیمپمبه آینده تیم فرانسوی است. سرانجام کیمپمبه اولین بازی خود را برای اولین بار در ۲۷ مارس ۲۰۱۸، یک سال و نیم پس از اولین دعوتش، در یک بازی دوستانه مقابل روسیه انجام داد . او در دقیقه ۷۲ به جای عثمان دمبله وارد زمین شد و با نتیجه ۳-۱ پیروز شد.
در ۱۷ می ۲۰۱۸ ، او به تیم ۲۳ نفره فرانسه برای جام جهانی فوتبال ۲۰۱۸ روسیه دعوت شد . کیمپمبه با فرانسه در جام جهانی ۲۰۱۸ قهرمان شد، تورنمنتی که در آن در مجموع ۹۰ دقیقه بازی کرد، مقابل دانمارک در مرحله گروهی .
در ۱۸ می ۲۰۲۱، او به تیم ۲۶ نفره فرانسه برای مسابقات قهرمانی اروپا ۲۰۲۰ دعوت شد .  او در هر چهار مسابقه برای فرانسه شروع کرد، و در هر دقیقه از مسابقات بازی کرد تا اینکه در نهایت آنها در مرحله یک شانزدهم نهایی مقابل سوئیس شکست خوردند.
در ۹ نوامبر ۲۰۲۲، او در تیم فرانسه برای جام جهانی فوتبال ۲۰۲۲ در قطر قرار گرفت.  در ۱۴ نوامبر، او به دلیل مصدومیت از مسابقات کنار رفت و اکسل دیاسی جایگزین او شد.

## زندگی شخصی
کیمپمبه صداپیشگی فرانسوی دشمن مرد عنکبوتی اسکورپیون را در فیلم مرد عنکبوتی ۲۰۱۸ مارول : درون دنیای عنکبوتی ارائه کرد .
در ژوئن ۲۰۲۰، کیمپمبه مجموعه لباس های خیابانی خود را به نام PK3 Paris آغاز کرد. در ۱ نوامبر ۲۰۲۱، او حراجی برای اشیاء متعلق به ورزشکاران راه اندازی کرد که سود آن به سازمان پزشکان بدون مرز داده می شد تا به مردم هائیتی کمک کند . 
کیمپمبه مسلمان است . او همچنین حج عمره را به جا آورده است .

## افتخارات

### پاری سن ژرمن
- لیگ ۱: ۲۰۱۵–۲۰۱۶، ۲۰۱۷–۲۰۱۸، ۲۰۱۸–۲۰۱۹، ۲۰۱۹–۲۰۲۰ ، ۲۰۲۱-۲۰۲۲ ، ۲۰۲۲-۲۰۲۳ ، ۲۰۲۳-۲۰۲۴
- جام حذفی فوتبال فرانسه: ۲۰۱۵–۲۰۱۶، ۲۰۱۶–۲۰۱۷، ۲۰۱۷–۲۰۱۸، ۲۰۱۸–۲۰۱۹، ۲۰۱۹–۲۰۲۰، ۲۰۲۰–۲۰۲۱
- لیگ کاپ فرانسه: ۲۰۱۶، ۲۰۱۷، ۲۰۱۸، ۲۰۱۹، ۲۰۲۰
- سوپر جام فوتبال فرانسه: ۲۰۱۶، ۲۰۱۷، ۲۰۱۸، ۲۰۱۹، ۲۰۲۰ ، ۲۰۲۲-۲۰۲۳
- لیگ قهرمانان اروپا: نایب قهرمان - ۲۰۲۰ -

### فرانسه
- جام جهانی فوتبال: ۲۰۱۸ (قهرمان)
- لیگ ملت های اروپا ۲۰۲۱ ( قهرمان)